# アントニオ・ヴァン・ディーメン

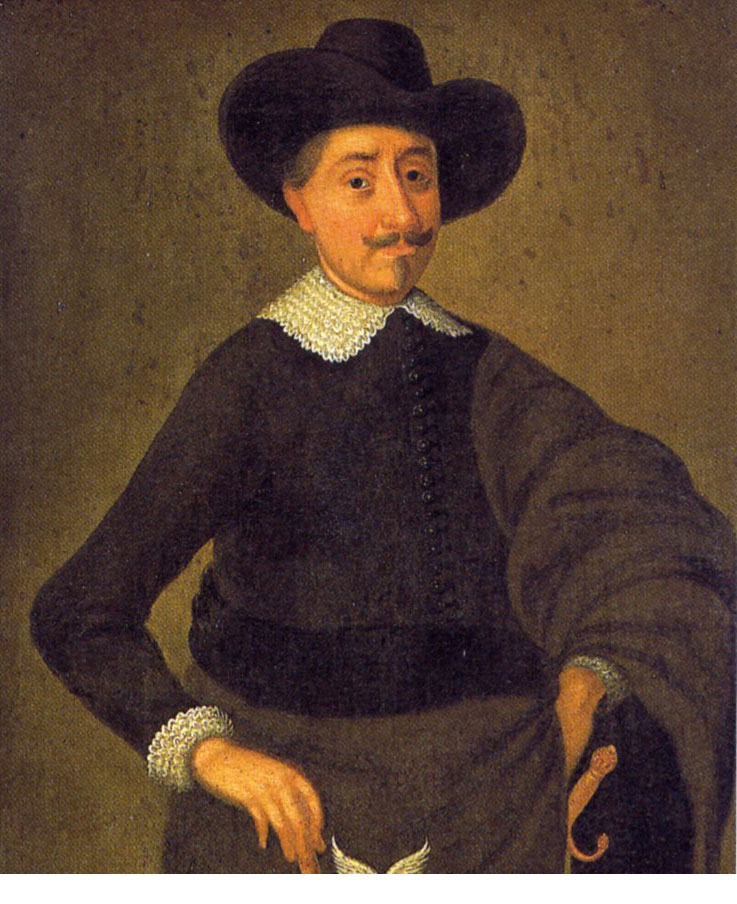
アントニオ・ヴァン・ディーメン

アントニオ・ヴァン・ディーメン（Antonio（またはAnthonie, Anthony） van Diemen, 1593年 クレンボルフ (w:Culemborg), ヘルダーラント州, オランダ - 1645年4月19日 バタヴィア）は、オランダ植民地総督。

## 略歴
- 1616年、アムステルダムで商売をした後、オランダ東インド会社の従業員になり、オランダ領東インド首都バタヴィア（ジャカルタ）へ行く
- 1630年、Maria van Aelst と結婚
- 1631年、帰国
- 1632年、バタヴィアへ戻る
- 1635年、オランダ領東インド総督任命
- 1636年1月1日、着任
- 1642年8月、アベル・タスマンを現在のオーストラリアの南の島の調査に派遣
  - 1642年11月、タスマンは今のタスマニア島の西岸を発見、南岸から東岸へ進路を取り、ブラックマンズ・ベイ に上陸。ヴァン・ディーメンズ・ランドと名付ける（1855年、島は自治植民地になり、タスマニアに改名される）
  - 1642年、タスマンはタスマニアの島をディーメンの妻に因んで、マリア島と名付ける
  - 1643年、タスマンはニュージーランド北端の岬をマリア・ヴァン・ディーメン岬(en:Cape Maria van Diemen)と名付ける
- 1645年、バタヴィアで死去